# Abzug sowjetischer Luftstreitkräfte aus Deutschland

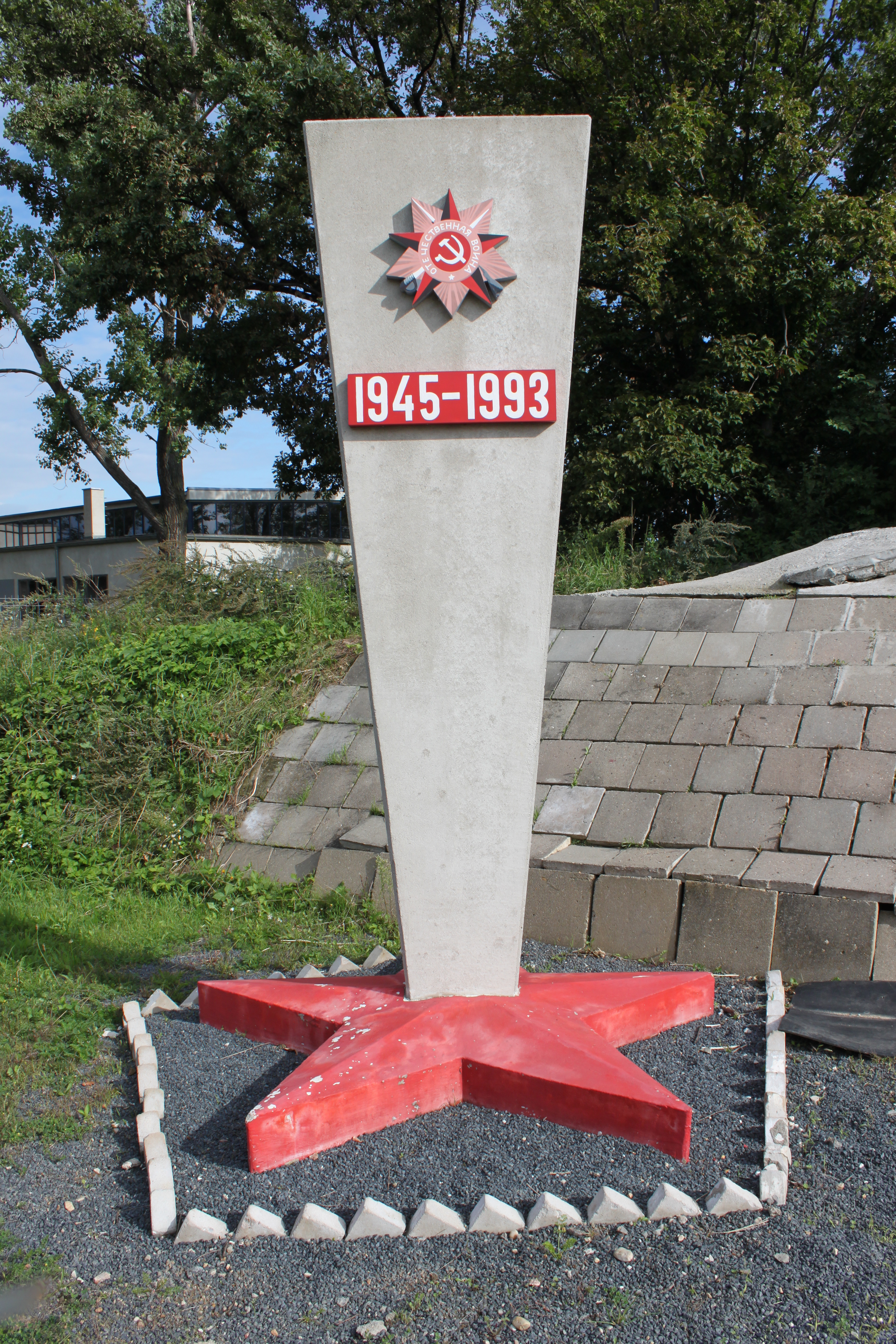
Abschiedsstele auf dem Flugplatz Großenhain, versehen mit dem Orden des Vaterländischen Krieges

Der Abzug sowjetischer Truppen aus Deutschland erfolgte nach dem Ende des Kalten Krieges. Mit dem Fall der Berliner Mauer, der Wiedervereinigung, der Auflösung des Warschauer Pakts und schließlich dem staatlichen Ende der Sowjetunion am 25. Dezember 1991, war die seit 1945 andauernde Stationierung sowjetischer Streitkräfte in den nunmehr fünf Neuen Bundesländern obsolet geworden.

## Rechtliche Grundlagen
Die grundlegende Vereinbarung der Siegermächte des Zweiten Weltkrieges mit den beiden deutschen Staaten war der Zwei-plus-Vier-Vertrag vom 12. September 1990, geschlossen zwischen der Bundesrepublik und der Deutschen Demokratischen Republik sowie den Vereinigten Staaten von Amerika, dem Vereinigten Königreich von Großbritannien und Nordirland, Frankreich und der Union der Sozialistischen Sowjetrepubliken. Dieser Vertrag, unterzeichnet in Moskau von den Außenministern Hans-Dietrich Genscher, Lothar de Maizière, James Baker, Douglas Hurd, Roland Dumas und Eduard Schewardnadse, trat an die Stelle des Potsdamer Abkommens von 1945 und ersetzte den darin geforderten Friedensvertrag. Das Dilemma der westdeutschen Außenpolitik, entweder eine freiheitliche Staatsordnung oder aber die staatliche Einheit zu haben, aber nicht beides gleichzeitig, aufgehoben. Deutschland war in Freiheit und Frieden mit Zustimmung seiner Nachbarn und der Siegermächte vereinigt.
Artikel 4 des Zwei-plus-Vier-Vertrags sah vor, dass die UdSSR und das vereinigte Deutschland die Modalitäten des Truppenabzugs unverzüglich regeln sollten. Dies geschah mit dem Vertrag zwischen der Bundesrepublik Deutschland und der Union der Sozialistischen Sowjetrepubliken über die Bedingungen des befristeten Aufenthalts und die Modalitäten des planmäßigen Abzugs der sowjetischen Truppen aus dem Gebiet der Bundesrepublik Deutschland, kurz Aufenthalts- und Abzugsvertrag genannt, vom 12. Oktober 1990. Darin war der Abzug aller sowjetischen Truppen bis zum Ende des Jahres 1994 festgeschrieben. Nach der Auflösung der UdSSR durch Staatschef Michail Gorbatschow am Weihnachtstag 1991 trat faktisch die neu entstandene Russische Föderation die Rechtsnachfolge der Sowjetunion an. Zudem übernahm sie mit Zustimmung der USA den Sitz der UdSSR im Sicherheitsrat der Vereinten Nationen. Mit Erlass des Präsidenten der Russischen Föderation Nr. 248 vom 4. März 1992 wurde die Westgruppe der Truppen unter russische Jurisdiktion gestellt.

## Wohnungsbauprogramm
siehe 
Dem Aufenthalts- und Abzugsvertrag waren vier Anhänge beigefügt, in denen auch die Übernahme der Kosten in Höhe von zunächst 7,8 Milliarden DM, dann auf 8,35 Milliarden DM aufgestockt (Gesamtkosten der Maßnahmen gemäß Aufenthalts- und Abzugsvertrag 15 Milliarden DM), zur Errichtung von 44.500 Wohnungen im europäischen Teil der Sowjetunion durch die Bundesregierung vorgesehen war. Nur so war es möglich, Wohnraum für die aus der ehemaligen DDR heimkehrenden Familien bereit zu stellen. In einer in ihrer Größenordnung einmaligen Aktion wurden insgesamt 43 Projekte in Russland, Belarus und der Ukraine ausgeschrieben, geplant, durchgeführt und finanziert. Die beteiligten Baufirmen kamen aus Deutschland, der Türkei, Österreich, Finnland, Russland, Südkorea, Schweden, Indien und Bulgarien (auch in Kooperation); die meisten Baufirmen waren deutsche (beteiligt an 24 Projekten) und türkische (14 Projekte). Von den 43 Garnisonsstädten, in denen die geplanten Wohnsiedlungen errichtet werden sollten, lagen sieben in Belarus, vier in der Ukraine und die übrigen 32 in Russland. An der Planung hielt man auch nach dem Zerfall der UdSSR fest; somit wurden auch die beiden anderen postsowjetischen Republiken mit Wohnungsbauten bedacht. Vierzehn Wohnprojekte entfielen auf Standorte der Luftstreitkräfte (drei in Belarus und eines in der Ukraine).

## Militärische Spitzenorganisation im westlichen Vorfeld der Sowjetunion
Der Raum zwischen der sowjetischen Westgrenze und der Innerdeutschen Grenze diente als strategische Pufferzone und war in vier Armeegruppen gegliedert, denen je eine Luftarmee oder eine Fliegerdivision unterstellt waren.
| Armeegruppe                     | Luftarmee       | Staat der Stationierung | Garnison          | Auflösung | Bemerkungen                                                         |
| ------------------------------- | --------------- | ----------------------- | ----------------- | --------- | ------------------------------------------------------------------- |
| Westgruppe der Truppen (WGT)    | 16. LA          | DDR                     | Wünsdorf          | 1994      | bis 1988 Gruppe der sowjetischen Streitkräfte in Deutschland (GSTD) |
| Nordgruppe der Truppen (NGT)    | 4. LA           | Polen                   | Warschau/Swidnica | 1992      | 1949–1964 umbenannt in 37. LA, bis 1984 Sitz in Legnica             |
| Zentralgruppe der Truppen (ZGT) | 131. gem FlgDiv | CSSR                    | Milovice          | 1991      |                                                                     |
| Südgruppe der Truppen (SGT)     | 36. LA          | Ungarn                  | Debrecen          | 1992      | Stab der SGT in Budapest-Mátyásföld                                 |

## Der Abzug der 16. Luftarmee
Die wichtigste Quelle der nachstehenden Tabelle ist eine vom letzten Oberbefehlshaber der WGT, Generaloberst M. P. Burlakow, herausgegebene Gedenkschrift in russischer und deutscher Sprache mit einem Umfang von 336 Seiten. Das militärische Zeremoniell im Treptower Park in Berlin am 31. August 1994 markierte das Ende der sowjetischen Militärpräsenz auf deutschem Boden. Präsident Boris Jelzin  und Bundeskanzler Helmut Kohl verabschiedeten die Westgruppe der russischen Streitkräfte in einem offiziellen Festakt im Berliner Schauspielhaus am Gendarmenmarkt. Am 1. September 1994 verließ General Burlakow vom Flugplatz Sperenberg aus das wiedervereinigte Deutschland. Zusammenfassend lässt sich sagen, dass der Armeestab 2009 in Kubinka außer Dienst gestellt wurde; die beiden Korpsstäbe waren bereits 1980 und 1988 aufgelöst worden. Von den fünf Divisionsstäben besteht nur noch die 105. JaboFlgDiv in Woronesch, die übrigen vier Stäbe fanden zwischen 1991 und 1998 ein Ende. Die 16. Luftarmee verfügte 1991 über 22 fliegende Verbände in den fünf neuen Ländern; von diesen gingen vier an Belarus und einer an die Ukraine, die übrigen 17 an die Russische Föderation. Elf dieser Verbände wurden nach und nach aufgelöst, lediglich sechs befinden sich 2025 noch im Dienst (zwei JFlgRgt'er in Sernograd und Lipezk, je ein JaboFlgRgt in Millerowo, AufklFlgRgt in Marinowka, SchlachtFlgRgt in Budjonnowsk und das gemischte FlgRgt in Kubinka).
Keiner der von der 16. LA an die Bundesrepublik Deutschland übergebenen Flugplätze wurde in der Folge von der Luftwaffe der Bundeswehr militärisch genutzt.
| Standort              | Verband (deutsche Bezeichnung)           | Verband (russische Bezeichnung) | Flugzeugtyp        | Jahr des Abzugs | Verlegung nach              | Auflösung      | Bemerkungen |
| --------------------- | ---------------------------------------- | ------------------------------- | ------------------ | --------------- | --------------------------- | -------------- | --- |
| Wünsdorf              | 16. Luftarmee                            | 16-я воздушная армия            |                    | 1994            | Kubinka                     | 2009           | Mit deutscher Finanzierung 1035 Wohnungen erbaut |
| Wittenberg            | 61. Fliegerkorps                         | 61-й авиационный корпус         |                    | 1980            |                             | 1980           | 1980 umbenannt in 669. Frontfliegerkorps (mob) |
| Merseburg             | 6. JFlgDiv                               | 6-я иад                         |                    | 1991            | Iwano-Frankiwsk (Ukraine)   | 1991           | vor der Unabhängigkeit der Ukraine außer Dienst gestellt |
| Falkenberg            | 31. JFlgRgt                              | 31-й иап                        | MiG-23, MiG-29     | 1993            | Sernograd                   | noch bestehend | Mit deutscher Finanzierung 601 Wohnungen erbaut |
| Merseburg             | 85. JFlgRgt                              | 85-й иап                        | MiG-29             | 1991            | Starokostjantyniw (Ukraine) | 1992           | 1992 an Ukraine. Mit deutscher Finanzierung 1282 Wohnungen erbaut |
| Altenburg             | 968. JFlgRgt                             | 968-й иап                       | MiG-29             | 1992            | Lipezk                      | noch bestehend | Juli 1989 296. JaboFlgRgt aus Altenburg mit MiG-27D nach Großenhain verlegt, stattdessen das 968. JFlgRgt mit MiG-29 aus Ross kommend in Altenburg stationiert. Abzug über Falkenberg                                      |
| Großenhain            | 105. JaboFlgDiv                          | 105-я адиб                      |                    | 1993            | Woronesch                   | noch bestehend | Mit deutscher Finanzierung 1032 Wohnungen erbaut |
| Brand                 | 116. BoFlgRgt                            | 116-й апб                       | Su-24M             | 1989            | Ross (Belarus)              | 2010           | 1992 an Belarus. Mit deutscher Finanzierung 826 Wohnungen erbaut. |
| Altenburg             | 296. JaboFlgRgt                          | 296-й апиб                      | MiG-23, MiG-27     | 1989            | Großenhain                  | 1998           | Juli 1989 nach Großenhain verlegt, stattdessen 968. JFlgRgt mit MiG-29 aus Ross kommend in Altenburg stationiert |
| Großenhain            | 296. JaboFlgRgt                          | 296-й апиб                      | MiG-23, MiG-27     | 1994            | Marinowka                   | 1998           | Mit deutscher Finanzierung 1322 Wohnungen erbaut |
| Großenhain            | 497. JaboFlgRgt                          | 497-й апиб                      | Su-24M             | 1989            | Lida (Belarus)              | 1993           | Juli 1989 nach Lida verlegt, stattdessen das 296. JaboFlgRgt mit MiG-27D aus Altenburg kommend in Großenhain stationiert. Auflösung in Krasnodar. In Lida mit deutscher Finanzierung 832 Wohnungen erbaut                  |
| Finsterwalde          | 559. JaboFlgRgt                          | 559-й апиб                      | MiG-23, MiG-27     | 1993            | Morosowsk                   | 2009           | 1989 Austausch der Flugzeuge mit dem 19. JaboFlgRgt in Lärz. Mit deutscher Finanzierung 775 Wohnungen erbaut |
| Brand                 | 911. JaboFlgRgt                          | 911-й апиб                      | MiG-23, MiG-27     | 1992            | Baranawitschy (Belarus)     | 1993           | Juli 1989 116. BoFlgRgt mit Su-24M nach Ross verlegt, stattdessen das 911. JaboFlgRgt mit MiG-27K aus Lida kommend in Brand stationiert. 1991 an Belarus. In Baranawitschy mit deutscher Finanzierung 600 Wohnungen erbaut |
| Zerbst                | 126. JFlgDiv                             | 126-я иад                       |                    | 1992            |                             | 1992           | |
| Zerbst                | 35. JFlgRgt                              | 35-й иап                        | MiG-23, MiG-29     | 1992            | Scherdewka                  | 1996           | |
| Köthen                | 73. JFlgRgt                              | 73-й иап                        | MiG-23, MiG-29     | 1991            | Schaikowka                  | 1998           | Mit deutscher Finanzierung 1056 Wohnungen erbaut |
| Altes Lager           | 833. JFlgRgt                             | 833-й иап                       | MiG-23             | 1992            | Tozkoje                     | 1992           | |
| Wittstock             | 71. Fliegerkorps                         | 71-й авиационный корпус         |                    | 1988            |                             | 1988           | |
| Damgarten             | 16. JFlgDiv                              | 16-я иад                        |                    | 1993            | Millerowo                   | 1998           | Mit deutscher Finanzierung 780 Wohnungen erbaut |
| Wittstock             | 33. JFlgRgt                              | 33-й иап                        | MiG-23, MiG-29     | 1994            | Andreapol                   | 1994           | Abzug über Damgarten. Mit deutscher Finanzierung 840 Wohnungen erbaut |
| Damgarten             | 773. JFlgRgt                             | 773-й иап                       | MiG-23, MiG-29     | 1994            | Andreapol                   | 1994           | Fusion mit 28. JFlgRgt. Mit deutscher Finanzierung 840 Wohnungen erbaut |
| Finow                 | 787. JFlgRgt                             | 787-й иап                       | MiG-23, MiG-29     | 1993            | Ross (Belarus)              | 1993           | 1991 an Belarus. Mit deutscher Finanzierung 826 Wohnungen erbaut |
| Rechlin               | 125. JaboFlgDiv                          | 125-я адиб                      |                    | 1993            | Millerowo                   | 1993           | Mit deutscher Finanzierung 780 Wohnungen erbaut |
| Lärz                  | 19. JaboFlgRgt                           | 19-й апиб                       | MiG-27             | 1993            | Millerowo                   | noch bestehend | 1989 Austausch der Flugzeuge mi dem 559. JaboFlgRgt in Finsterwalde. Mit deutscher Finanzierung 780 Wohnungen erbaut |
| Groß-Dölln            | 20. JaboFlgRgt                           | 20-й апиб                       | Su-17              | 1994            | Kamenka                     |                | 1994 Fusion mit 953. BoFlgRgt, 1998 mit 899. JaboFlgRgt. Mit deutscher Finanzierung 999 Wohnungen erbaut |
| Neuruppin             | 730. JaboFlgRgt                          | 730-й апиб                      | Su-17              | 1991            | Migalowo                    | 1991           | Abzug über Groß-Dölln |
| Selbständige Verbände | Соединения и части армейского подчинения |                                 |                    | 1994            |                             |                | der 16. LA direkt unterstellt |
| Welzow                | 11. selbst. AufklFlgRgt                  | 11-й орап                       | Su-24MR            | 1993            | Marinowka                   | noch bestehend | Mit deutscher Finanzierung 1322 Wohnungen erbaut |
| Sperenberg            | 226. gem FlgRgt                          | 226-й осап                      | Mi-8, An-26        | 1994            | Kubinka                     | noch bestehend | Mit deutscher Finanzierung 1035 Wohnungen erbaut |
| Allstedt              | 294. selbst. AufklFlgRgt                 | 294-й орап                      | Su-17M-4R          | 1991            |                             | 1991           | Flugzeuge an 98. AufklFlgRgt und 313. AufklFlgRgt |
| Brandis               | 357. selbst. SchlachtFlgRgt              | 357-й ошап                      | Su-25, L-39C       | 1993            | Buturlinowka                | 1993           | 1986 – 987 Einsatz in Afghanistan |
| Tutow                 | 368. selbst. SchlachtFlgRgt              | 368-й ошап                      | Su-25, L-39C       | 1994            | Budjonnowsk                 | noch bestehend | 1988 – 1989 Einsatz in Afghanistan. Abzug über Groß-Dölln. Mit deutscher Finanzierung 1003 Wohnungen erbaut |
| Werneuchen            | 931. selbst. AufklFlgRgt                 | 931-й орап                      | MiG-25RU, MiG-25RB | 1991            | Kubinka                     | 1991           | MiG-25RB an 11. selbst. AufklFlgRgt in Marinowka. In Kubinla mit deutscher Finanzierung 1035 Wohnungen erbaut |

## Ankunft in der Heimat
Die Angehörigen der 17 fliegenden Verbände (je sechs Jagd- und JagdbomberflgRgt'er, zwei AufklFlgRgt'er und je ein Bomben-, Schlacht- und gemischtes Fliegerregiment) und vier Kommandobehörden der 16. Luftarmee wurden - soweit sie in den Genuss des deutschen Wohnungsbauprogramms kamen - in 14 Garnisonen verlegt, drei davon in Belarus, eine in der Ukraine und zehn in Russland. Die in die Heimat zurückverlegten Verbände waren mit den damals neuesten Flugzeugmustern ausgerüstet (alle JagdFlgRgt'er mit MiG-29). Dabei lassen sich drei Schwerpunkte erkennen:
- 1. Die Konzentration der Jagdbomber und Bomber, ausgerüstet mit MiG-23, MiG-27 und Su-24M in Belarus auf den drei Militärflugplätzen Baranawitschy, Lida und Ross.
- 2. Die Dislozierung des Armeestabs der 16. LA mit einem gemischten Regiment und einem AufklFlgRgt, ausgerüstet mit MiG-25RU und MiG-25RB auf dem Militärflugplatz Kubinka. In Kubinka bei Moskau fanden sich die Offiziere, Unteroffiziere und Soldaten der wichtigsten Luftwaffenstützpunkte in der ehemaligen DDR wieder: Werneuchen, Sperenberg und auch Wünsdorf.
- 3. Der Militärflugplatz Millerowo bei Rostow-am-Don beherbergte nunmehr zwei Divisionsstäbe und das JaboFlgRgt aus Lärz, ausgerüstet mit MiG-27.

| Projekt Nr. | Standort          | Bezirk/Gebiet        | Staat    | Anzahl der Wohnungen | Verlegung aus | Verband             | Flugzeugtyp        |
| ----------- | ----------------- | -------------------- | -------- | -------------------- | ------------- | ------------------- | ------------------ |
| 5           | Baranawitschy     | Breszkaja Woblasz    | Belarus  | 600                  | Brand         | 911. JaboFlgRgt     | MiG-23, MiG-27     |
| 8           | Lida              | Hrodsenskaja Woblasz | Belarus  | 832                  | Großenhain    | 497. JaboFlgRgt     | Su-24M             |
| 13          | Ross              | Hrodsenskaja Woblasz | Belarus  | 826                  | Brand         | 116. BoFlgRgt       | Su-24M             |
| 10          | Starokostjantyniw | Oblast Chmelnyzkyj   | Ukraine  | 1282                 | Merseburg     | 85. JFlgRgt         | MiG-29             |
| 1           | Schaikowka        | Oblast Kaluga        | Russland | 1056                 | Köthen        | 73. JFlgRgt         | MiG-23, MiG-29     |
| 21          | Kamenka           | Oblast Pensa         | Russland | 999                  | Groß-Dölln    | 20. JaboFlgRgt      | Su-17              |
| 25          | Morosowsk         | Oblast Rostow        | Russland | 775                  | Finsterwalde  | 559. JaboFlgRgt     | MiG-23, MiG-27     |
| 26          | Kubinka           |                      |          |                      | Wünsdorf      | 16. LA              |                    |
| 26          | Kubinka           | Oblast Moskau        | Russland | 1035                 | Sperenberg    | 226. gem FlgRgt     | Mi-8, An-26        |
| 26          | Kubinka           |                      |          |                      | Werneuchen    | 931. AufklFlgRgt    | MiG-25RU, MiG-25RB |
| 27          | Budjonnowsk       | Region Stawropol     | Russland | 1003                 | Tutow         | 368. SchlachtFlgRgt | Su-25. L-39C       |
| 28          | Marinowka         | Oblast Wolgograd     | Russland | 1322                 | Großenhain    | 296. JaboFlgRgt     | MiG-23, MiG-27     |
| 28          | Marinowka         |                      |          |                      | Welzow        | 11. AufklFlgRgt     | Su-24MR            |
| 29          | Millerowo         |                      |          |                      | Damgarten     | 16. JFlgDiv         |                    |
| 29          | Millerowo         | Oblast Rostow        | Russland | 780                  | Rechlin       | 125. JaboFlgDiv     |                    |
| 29          | Millerowo         |                      |          |                      | Lärz          | 19. JaboFlgRgt      | MiG-27             |
| 30          | Andreapol         | Oblast Twer          | Russland | 840                  | Wittstock     | 33. JFlgRgt         | MiG-23, MiG-29     |
| 30          | Andreapol         |                      |          |                      | Damgarten     | 773. JFlgRgt        | MiG-23, MiG-29     |
| 33          | Sernograd         | Oblast Rostow        | Russland | 601                  | Falkenberg    | 31. JFlgRgt         | MiG-23. MiG-27     |
| 41          | Woronesch         | Oblast Woronesch     | Russland | 1038                 | Großenhain    | 105. JaboFlgDiv     |                    |

## Abkürzungen
| Abkürzung   | deutsch                                     | Abkürzung | russisch                                          |
| ----------- | ------------------------------------------- | --------- | ------------------------------------------------- |
| AufklFlgRgt | Aufklärungsfliegerregiment                  | орап      | отдельный разведывательный авиационный полк       |
| BoFlgRgt    | Bomberfliegerregiment                       | апб       | авиационный полк бомбардировщиков                 |
| CSSR        | Tschechoslowakische Sozialistische Republik | ЧССР      | Чехословацкая Социалистическая Республика         |
| DDR         | Deutsche Demokratische Republik             | ГДР       | Германская Демократическая Республика             |
| gem FlgRgt  | gemischtes Fliegerregiment                  | осап      | отдельный смешанный авиационный полк              |
| GSTD        | Gruppe sowjetischer Truppen in Deutschland  | ГСВГ      | Группа советских войск в Германии                 |
| JaboFlgDiv  | Jagdbomberfliegerdivision                   | адиб      | авиационная дивизия истребителей-бомбардировщиков |
| JaboFlgRgt  | Jagdbomberfliegerregiment                   | апиб      | авиационный полк истребителей-бомбардировщиков    |
| JFlgDiv     | Jagdfliegerdivision                         | иад       | истребительная авиационная дивизия                |
| JFlgRgt     | Jagdfliegerregiment                         | иап       | истребительный авиационный полк                   |
| LA          | Luftarmee                                   | ва        | воздушная армия                                   |
| mob         | mobil                                       |           |                                                   |
| NGT         | Nordgruppe der Truppen                      | СГВ       | Северная группа войск                             |
| selbst      | selbständig                                 |           |                                                   |
| SGT         | Südgruppe der Truppen                       | ЮГВ       | Южная группа войск                                |
| UdSSR       | Union der Sozialistischen Sowjetrepubliken  | СССР      | Союз Советских Социалистических Республик         |
| WGT         | Westgruppe der Truppen                      | ЗГВ       | Западная группа войск                             |
| ZGT         | Zentralgruppe der Truppen                   | ЦГВ       | Центральная группа войск                          |